# Sumiainen

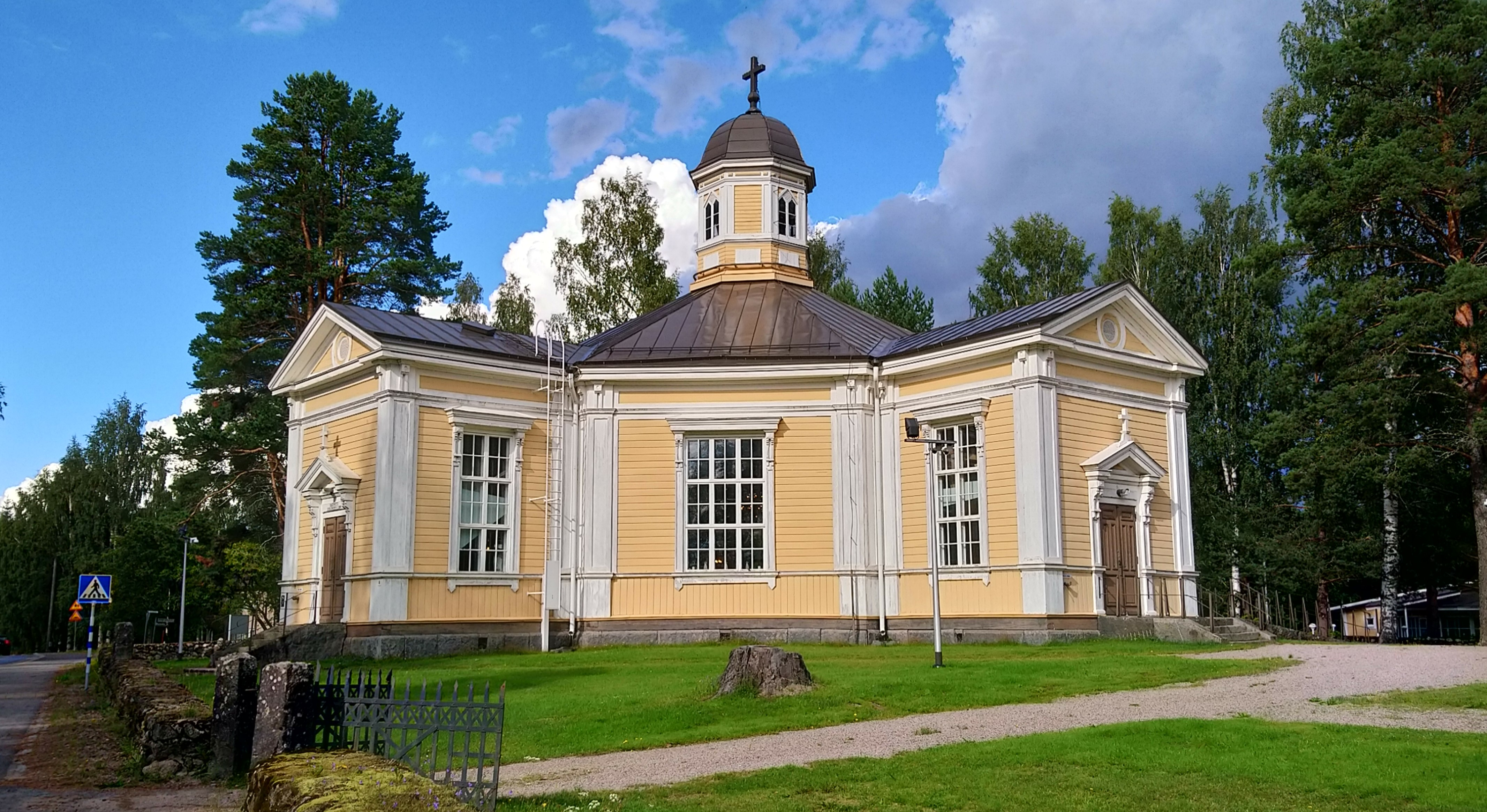

Sumiainen là một đô thị trước đây của Phần Lan.
Vị trí ở tỉnh Tây Phần Lan trong vùng Trung Phần Lan. Đô thị này có dân số 1.293 người (2003) và diện tích 307,93 km² trong đó có 77,34 km² là diện tích mặt nước. Mật độ dân số là 5,6 người trên mỗi km².
Dân đô thị này chỉ sử dụng tiếng Phần Lan Trước đây, tên đô thị này là "Sumiais" trong các tài liệu tiếng Thụy Điển, nhưng ngày nay có tên "Sumiainen" cũng trong tiếng Thụy Điển.